# Orthosia hibisci
Orthosia hibisci är en fjärilsart som beskrevs av Achille Guenée 1852. Arten ingår i släktet Orthosia och familjen nattflyn. Den förekommer över stora delar av Nordamerika, förutom i ökenområden. Dess habitat består av fuktiga skogar, övergångsområdet mellan land och flod (ripariska zonen), jordbruksmark och urbana områden.
Arten har ett vingspann på 30–38 mm. Den är ljust sandgrå till mörkt rödbrun. Mönstret på framvingarna är mycket variabelt, från nästan omönstrat till kraftig banding. Imago] uppträder under en generation, från slutet av mars till april.
Larverna lever av vedväxter, inom familjer som Aceraceae, Ericaceae, Betulaceae, Rhamnaceae, Rosaceae, Caprifoliaceae, Fagaceae och Salicaceae.